# Мотоко Араї
Мотоко Араї (新 井 素 子, народилась 8 серпня 1960 року в Нерімі, Токіо) — японська письменниця з наукової фантастики та фантазії. Її написання характеризується використанням легкого розмовного тону, спрямованого на молоду дорослу аудиторію. Вона опублікувала три серії романів та кілька новел. Її роботи, Зелений реквієм та Нептун, отримали премію Сейун за новелу у 1981 та 1982 роках.

## Раннє життя
Народившись в Токіо в 1960 році, Араї висловила свою творчість на початку навчання, як другокурсниця в столичній середній школі Ігуса, коли вона вступила в науково-фантастичний журнал «Перший конкурс нових письменників Kiso Tengai». У 16 років вона отримала почесну згадку та похвалу від видатного письменника наукової фантастики Шинічі Хоші за запис новели Inside Myself. Хосі був однокласником свого батька, і обидва її батьки були співробітниками Коданші. Написавши всю історію мовою сучасної дівчинки-підлітка з мінімальним канджі, Араї створив прецедент новому жанру шоджо та юного дорослого. Через два роки після конкурсу «Inside Myself» був виданий у м'якій обкладинці.
Її роман «Хосі е Іку Фуне» («Корабель до зірок») спочатку був серіалізований у журналі «Курс Кō-1», розповсюдженому студентам японських шкіл у 1981 р. У сюжеті детально розповідається про молоду японську дівчину, що перебирається на космічному кораблі, замаскованому у брата. щоб уникнути внутрішнього тиску будинку.

## Зелений реквієм та пізніший успіх
Найуспішніша робота Араї, Зелена Реквієм, була створена за її часів в університеті Ріккіо, де вона вивчала німецьку літературу. Переклад англійською мовою був виготовлений у 1984 році англійською бібліотекою Коданша. Зелений реквієм розповідає історію кохання, що перетинається зіркою між жінкою-чужорідною жінкою-прибульцем, Асукою Місавою та людиною-чоловіком Нобухіко Шимамурою. Хоча Асука намагається жити нормальним життям, помираючи в чорному волоссі та працюючи в кав'ярні, її спонукає до самогубства повторення пісні її матері. Роман ставить під сумнів традиційні японські сімейні цінності та залежність від минулого через остаточне самогубство Асуки.
Зелений реквієм також був знятий у реальному бойовику, режисером якого був режисер Акійосі Імазекі в 1988 році та знявся з Ейдзі Окада та Шинобу Сакагами. Її новела «Будь ласка, відкрий двері» також була розроблена в аніме в 1986 році.
Її роман «Чорний кіт», опублікований у 1984 році, відрізнявся жанром від решти її твору як кримінальний роман, але зберігав таку ж юнацьку аудиторію та тон, що й інші її твори.
Після первинних успіхів її романів Араї почала писати кілька продовжень «Корабель до зірок», «Зелений реквієм» та «Чорний кіт». Коли вона та її аудиторія дорослішали, Араї менше зосереджувалась на науковій фантастиці та фантазії, а більше на історіях, спрямованих на більш дорослих предметів, таких як шлюб. У 1999 році Араї повернувся до жанру наукової фантастики своїм романом «Тигр та Євфрат», у якому детально описаний план суспільства заселити новий світ штучно вирощеним життям. План стає невірним, і залишається лише одна жінка, Луна, яка вирішує розморозити кріогенно заморожені жінки. У світі без чоловіків жінки повинні навчитися визначати нові ролі для себе. Роман отримав Велику премію японської наукової фантастики у 1999 році.

## Спадщина
Араї була одна з найвидатніших і найпопулярніших авторів Японії протягом 1980-х років. Її унікальний стиль письма вплинув на багатьох японських авторів, включаючи Банана Йосімото та інших, що творили твори в жанрі шоджо. Араї висловила свої погляди на наукову фантастику та її корисність для суспільства, заявивши у есе у 2011 році
Наукова фантастика створює види історій, які можуть дзвонити у світ дзвони тривоги … Насправді вона вже давно виконує цю роль, SF, Наукова фантастика. Серйозна наука лежить у самому корені жанру, закладеного в його назві. Таким чином, науково налаштовані письменники звучать науково обґрунтованим дзвоном у світ у формі розваг.
 Араї часто приписують популяризацію терміна отаку в японській популярній культурі через її використання в своїх романах.